# Monument belge
Le monument belge (néerlandais : Belgenmonument) est un monument situé sur l'Amersfoortse Berg à Amersfoort. Il fut érigé par la Belgique en souvenir de l'internement des militaires belges réfugiés aux Pays-Bas durant la Première Guerre mondiale. C'est en surface le plus grand monument des Pays-Bas.

## Internement des Belges aux Pays-Bas
C'est principalement lors de l'attaque allemande sur la place forte d'Anvers, d'août à octobre 1914, que se réfugièrent aux Pays-Bas de nombreux Belges. Le nombre de réfugiés est estimé à 1 million de civils et 30 000 militaires. Les militaires étaient désarmés à la frontière belgo-néerlandaise. À moins de rentrer revêtus d'effets civils, ils étaient internés. Ils furent d'abord regroupés dans des casernes comme la Juliana van Stolbergkazerne à Amersfoort (elle accueillait au 13 octobre 1914 quelque 16 500 soldats belges alors que la caserne était prévue pour 14 000 hommes). Les officiers belges étaient placés dans des pensions et des hôtels. Ils jouissaient d'une plus grande liberté de mouvements et pouvaient souvent retrouver leurs familles. Le logement des nombreux soldats devint vite un problème. Le ministre de la guerre néerlandais fit alors rapidement construire des camps spéciaux d'internement.
Un grand camp d'internement sortit de terre à Zeist sur le territoire de la commune de Soest. Le premier camp fut ouvert le 3 novembre 1914. Il se composait de 26 baraques qui pouvaient chacune contenir 250 personnes. Il était fortement gardé et une clôture de fils barbelés l'entourant fut érigée. Les conditions de vie y étaient très mauvaises. Dans un second camp, 6 000 hommes y ont été logés peu après. Les baraquements n'étaient pas chauffés. Pour lutter contre la prolifération des rats, une récompense de 2,5 centimes par rat tué s'ajoutait à l'allocation de 10 centimes par jour que chaque soldat recevait.

## Le monument
Le 5 octobre 1916, la Commission administrative centrale des écoles professionnelles (néerlandais : Centrale Commissie der Werkscholen) des internés belges aux Pays-Bas, sous la direction d'Omer Buyse envoie une proposition au collège des bourgmestre et échevins d'Amersfoort d'ériger un mémorial en souvenir de l'hospitalité néerlandaise. La commission "voulait construire un monument, en reconnaissance au gouvernement et à la nation néerlandaise, pour tout ce qui avait été déjà fait pour le bien-être des internés et leurs familles. (…) Le but de ce monument situé sur le haut de la ville (…) entre l'Utrechsteenweg et la Fockemalaan, d'où il serait visible de tous et se profilerait au-dessus du paysage. Notre commission est prête à offrir le monument à la ville d'Amersfoort et à l'entretenir avec soins"
Le 10 octobre 1916, le conseil communal donna son accord à l'unanimité.
L'architecte belge Huib Hoste (1881 - 1957) fit un projet de construction sur l'Amersfoortse Berg à 43,6 m d'altitude. Cette colline est une des plus hautes de la région d'Utrecht. L'aménagement paysagé est le fruit du travail de l'architecte de jardin Louis Van der Swaelmen (1883 - 1929). Les travaux débutèrent vers le 10 mai 1917 et durèrent jusqu'au début de 1919 Le travail fut fourni par des soldats belges internés, élèves des écoles professionnelles des camps.
Le transfert officiel du monument à la municipalité d'Amersfoort prit du temps. Initialement, il aurait dû avoir lieu en 1917, mais la date fut à maintes reprises reportée. Après la fin de la Première Guerre mondiale, les relations tendues entre les deux pays retardèrent encore le transfert. Le 22 novembre 1938, une cérémonie officielle eut lieu durant laquelle le roi Léopold III et la reine Wilhelmine inaugurèrent une stèle commémorative.
En 2000, le monument est déclaré "national".

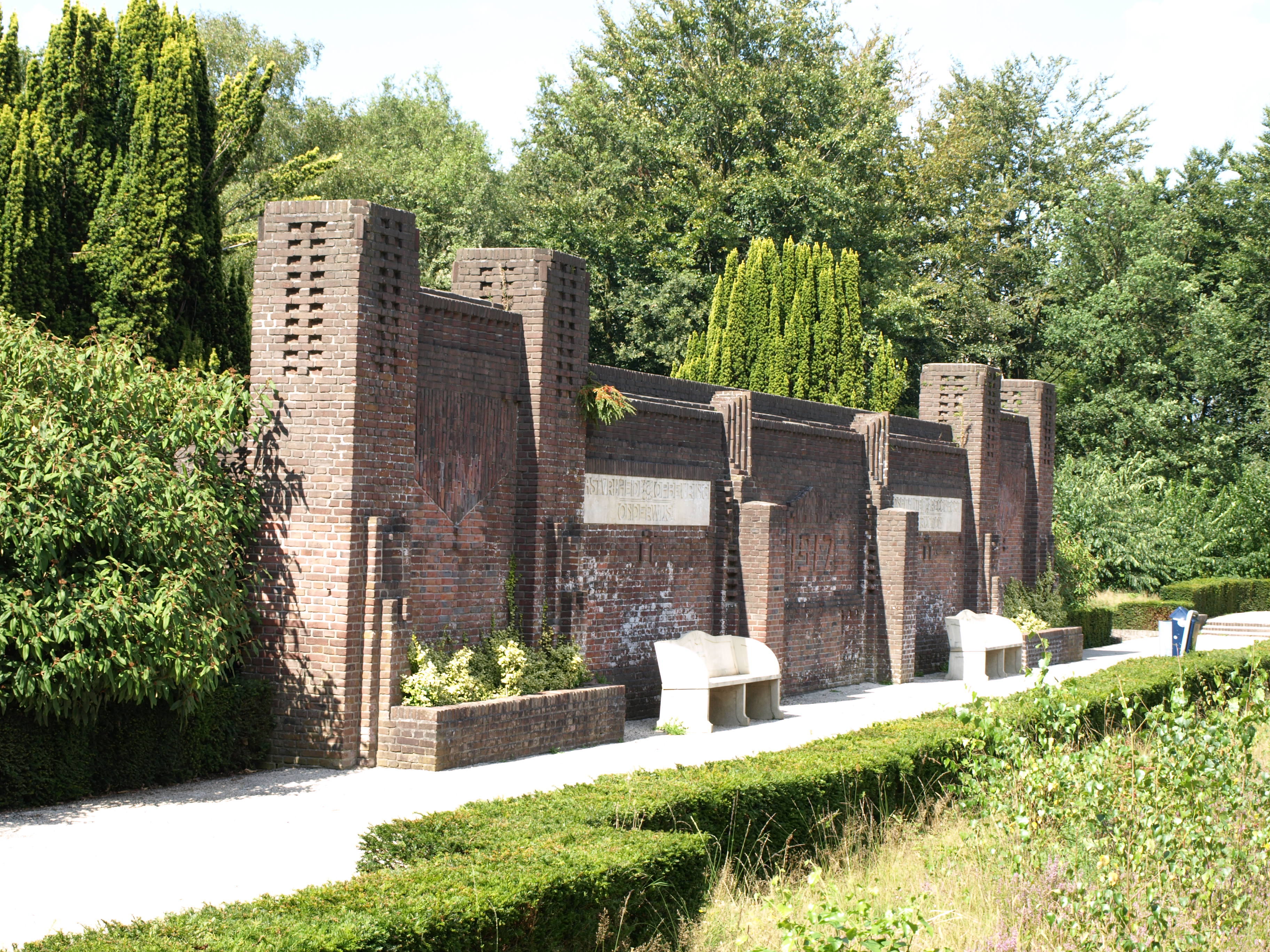
Le mur

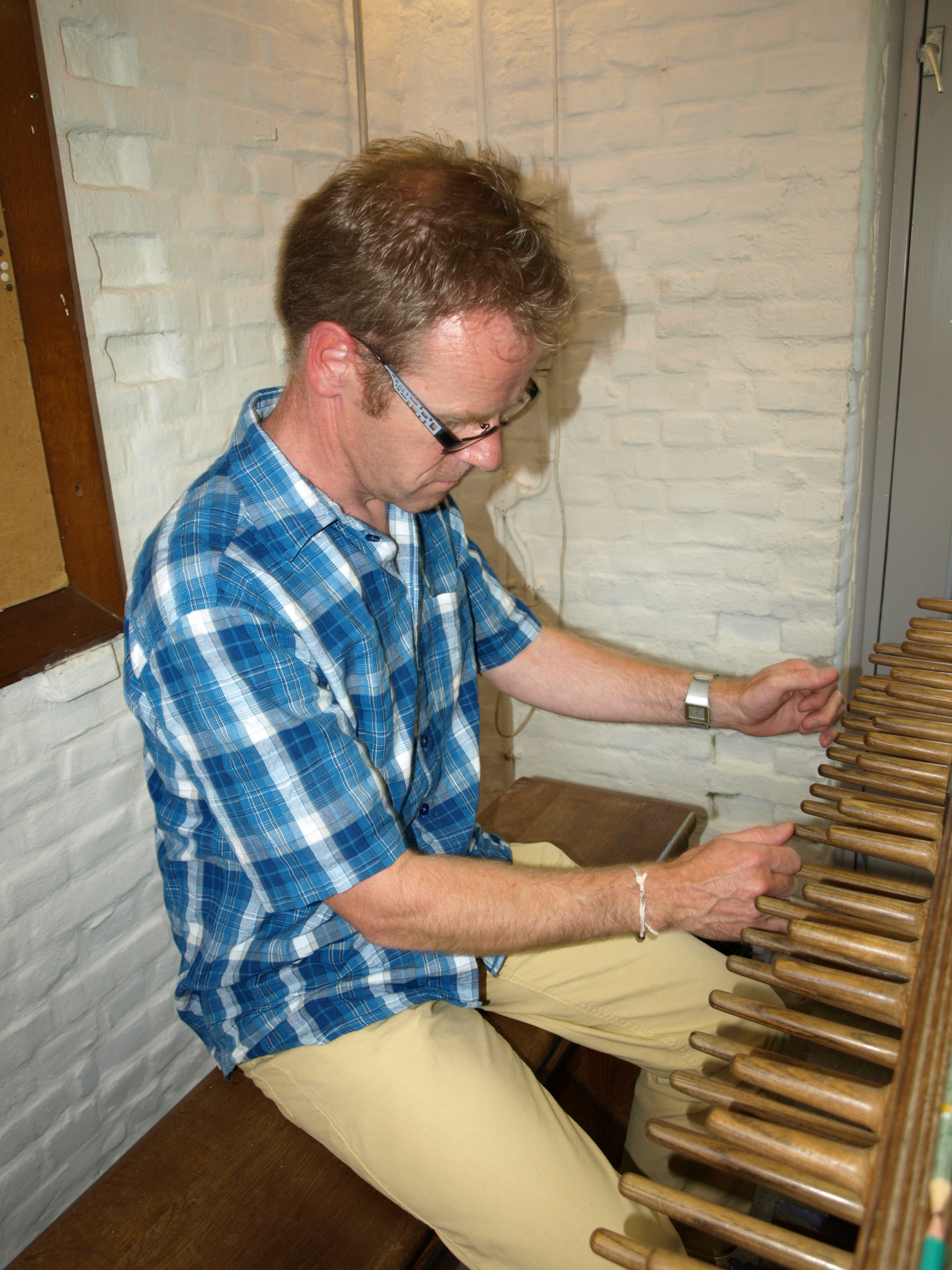
Wim Ruessin jouant du carillon

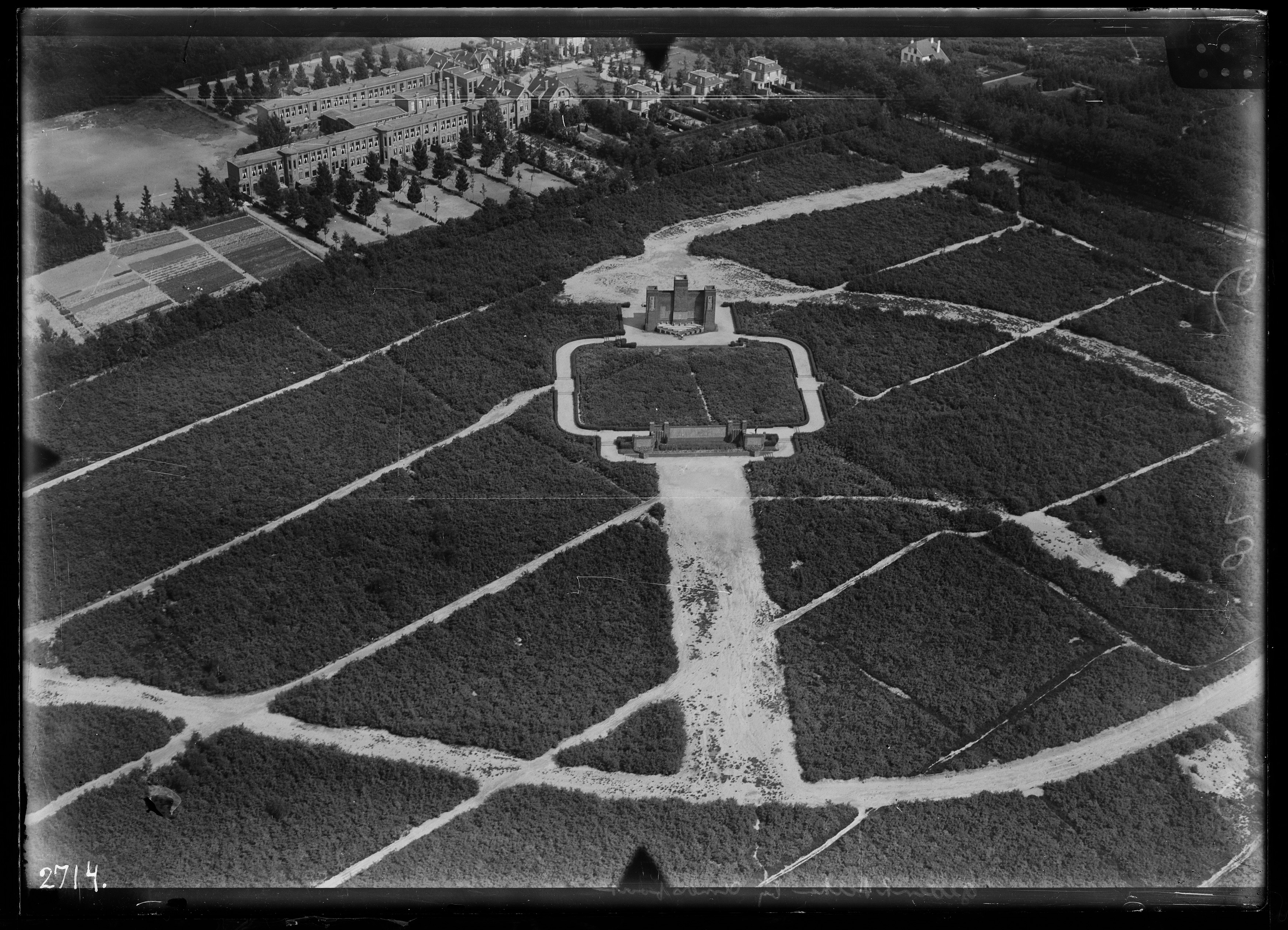
Vue aérienne du monument, 1920-1940, Nederlands Instituut voor Militaire Historie.

### Bâtiment principal
Le bâtiment principal fait environ 18 mètres de long et est composé de 3 parties de 12  et   14 mètres de haut. Dans les parties latérales se trouvent des escaliers qui mènent vers 2 espaces. L'un est dédié aux internés belges décédés et l'autre à la reine Wilhelmina et au roi Léopold III.

Le bâtiment central représente le lion néerlandais en brique. En dessous, se trouve une sculpture de l'archange Gabriel. Cette sculpture fut conçue par le sculpteur suisse François Gos et le peintre belge Firmin de Smet. Elle fut, comme toutes les autres sculptures, réalisée en béton métallisé (une sorte de béton armé léger). Il était, à l'époque de la construction du monument, très difficile d'utiliser de la pierre naturelle pour ce faire. En 1957, les sculptures furent changées et refaites en pierre calcaire française de Chauvigny.

### Mur
À 60 mètres derrière le bâtiment principal et 4 mètres plus bas se trouve un mur avec une sculpture ayant pour thème la tristesse.
Un sentier de forme carrée est inséré entre le bâtiment principal et le mur. À l'intérieur, un espace clos est créé par une haie de troêne dans lequel est planté un taillis de chêne. En 1998, lors de la restauration, cette haie et ce taillis ont été retirés. À la place, une haie d'if a été plantée.

### Carillon
En 1967, un carillon fut installé dans la partie centrale du monument principal. Ce carillon provient de l'exposition universelle de Bruxelles en 1958.
Le carillon est actuellement utilisé comme instrument d'apprentissage par la Nederlandse Beiaardschool d'Amersfoort. En 1995, 6 cloches furent ajoutées, ce qui monte le carillon à 48 cloches.

### Restauration
Après une première restauration, en 1954, et le placement du carillon en 1967, deux plaquettes furent changées en 1973. En 1987 et 1988, Cramer souligna la nécessité d'une nouvelle restauration en profondeur. En 2000, il retrouvait son lustre d'antan. Cette restauration fut officiellement placée sous le patronage de l'ambassadeur belge aux Pays-Bas, J. Swinnen et le commissaire de la reine de la province d'Utrecht Boel Staal. Un feu d'artifice et un lâcher de ballons furent organisés. Lors de la restauration, des travaux de réfection furent apportés au bâtiment, aux murs et aux escaliers. La rénovation des jardins fut une part essentielle de la restauration et les fontaines furent remises en eau.

## Sources
- (nl) Cet article est partiellement ou en totalité issu de l’article de Wikipédia en néerlandais intitulé « Belgenmonument (Amersfoort) » (voir la liste des auteurs).